# Modèle cosmologique
 (février 2023).
Si vous disposez d'ouvrages ou d'articles de référence ou si vous connaissez des sites web de qualité traitant du thème abordé ici, merci de compléter l'article en donnant les références utiles à sa vérifiabilité et en les liant à la section « Notes et références ».
Un modèle cosmologique est une description par les mathématiques de tout ou partie de l'histoire de l'Univers, reposant sur une théorie de la physique, en général la relativité générale ou éventuellement une autre théorie relativiste de la gravitation. Les premiers modèles cosmologiques au sens donné ci-dessus datent de la naissance de la relativité générale, au début du XXe siècle. Le premier d'entre eux fut l'Univers d'Einstein, proposé par ce dernier dès 1917, mais rapidement abandonné après la découverte de l'expansion de l'Univers à la fin des années 1920.
Le terme « modèle cosmologique » est en général employé dans deux contextes différents :
- soit il s'agit d'étudier l'évolution d'un univers soumis à des lois de la physique, sans prétendre reproduire la réalité observée : le modèle permet d'étudier les conséquences des hypothèses de départ ;
- soit il s'agit de proposer un scénario ayant pour but de décrire l'Univers observable ainsi que son histoire. Dans ce cas, le modèle repose toujours sur une théorie physique, mais dépend de paramètres libres (les « ingrédients » du modèle), les paramètres cosmologiques. L'étude vise alors à chercher s'il existe un ou plusieurs jeux de paramètres cosmologiques qui permettent de rendre compte des phénomènes observés.

## Viabilité et critères de pertinence d'un modèle cosmologique
De nos jours, tous les modèles cosmologiques viables sont basés sur le modèle du Big Bang, dû au prêtre catholique Georges Lemaître, dans lequel l'Univers a connu une phase très dense et très chaude il y a environ 13,7 milliards d'années. Certaines variantes du scénario, décrivant les instants les plus reculés de cette phase dense et chaude, sont cependant envisageables et sont en compétition pour expliquer différentes observations astronomiques, en particulier celles du fond diffus cosmologique et des catalogues de galaxies.
Dans un tel modèle cosmologique, les différentes étapes du scénario doivent pouvoir être décrites par une théorie physique. Il y a essentiellement cinq critères pour distinguer un modèle cosmologique pertinent d'un mauvais modèle :
1. Il doit être réaliste du point de vue des connaissances actuelles en physique ;
2. ensuite, il faut que le modèle soit explicatif : il doit expliquer des phénomènes déjà observés (par exemple l'expansion de l'univers et l'évolution des galaxies) (principe de causalité) ;
3. Il doit être prédictif, c'est-à-dire prédire les résultats d'expériences ou d'observations non encore réalisées, ou éventuellement être capable d'expliquer des observations que les modèles concurrents n'expliquent pas. Une autre possibilité est que le modèle s'avère être en mesure d'expliquer un phénomène qu'il n'avait pas la vocation d'expliquer au départ (principe de causalité) ;
4. Pour départager deux modèles concurrents, l'on fait aussi entrer en considération le nombre d'hypothèses faites pour décrire le modèle. À pouvoir prédictif égal, on préfèrera celui qui utilise le moins d'hypothèses (principe du rasoir d'Ockham) ;
5. Enfin, on fait parfois entrer en ligne de compte un aspect qualifié d'« esthétique », au sens que les scientifiques donnent à ce terme, c'est-à-dire au sens où l'on regarde à quel point les hypothèses du modèle apparaissent simples, logiques et naturelles dans le cadre de la théorie physique où il s'insère. C'est un critère plus subjectif que les autres, souvent sujet à débats.

## Quelques exemples
Une théorie non scientifique échoue en général au point no 1. C'est par exemple la situation du créationnisme qui s'efforce de proposer un modèle fondé sur l'explication littérale du récit du Livre de la Genèse. Cependant, on peut noter que de nombreux physiciens, reconnus et considérés dans leur domaine, ne remettent pas en cause l'origine divine de l'univers : voir à ce sujet le Principe anthropique.
Il est par contre plus rare qu'un modèle échoue à passer le point no 2 : en général un modèle est conçu de façon à expliquer les phénomènes déjà connus. Cela ne se produit que pour des modèles proposés par des non experts du domaine, comme ce fut le cas de la théorie de l'état quasi stationnaire qui prédisait l'existence de quasars présentant un décalage vers le bleu et non un décalage vers le rouge. Il est, plus sérieusement, possible que le modèle proposé soit dans sa première version incapable de décrire une partie des observations ou du scénario cosmologique, sans que cela soit fatal au modèle car celui-ci est corrigé ultérieurement. Un exemple connu est celui du Big Bang qui interprétait les décalages vers le rouge des galaxies lointaines comme résultant de l'expansion de l'Univers à partir de laquelle il prédisait un âge de l'univers inférieur à celui de la Terre. Ce désaccord, qui aurait pu s'avérer fatal au modèle, résultait en fait d'une mauvaise estimation du taux d'expansion de l'univers, responsable d'une très forte sous-estimation (d'un facteur 10) de l'âge de l'univers.
Le point no 3 est en général le plus crucial. C'est celui qui permet de distinguer un modèle ad hoc, uniquement destiné à expliquer les observations existantes, d'un modèle plus pertinent. En cosmologie, les deux exemples les plus célèbres sont le Big Bang, qui a prédit l'existence du fond diffus cosmologique, et l'inflation cosmique, qui s'est avérée expliquer après coup la formation des grandes structures.
Les deux derniers points (no 4 et 5) sont utilisés pour éventuellement départager deux modèles satisfaisant aux trois premiers critères. Ces critères, en particulier le dernier, sont parfois moins objectifs. Ils peuvent par exemple, à l'heure actuelle (2006), être utilisés si l'on essaie de confronter les modèles d'énergie noire, basés sur la constante cosmologique, avec ceux faisant appel à un champ scalaire, la quintessence. Un modèle avec constante cosmologique ne possède qu'un seul paramètre, la valeur de la constante cosmologique, qui comme son nom l'indique est constante au cours du temps. À l'inverse, les modèles de quintessence font appel à une forme de matière qui se comporte aujourd'hui comme une constante cosmologique, mais qui est sujet à une évolution plus complexe, dépendant éventuellement de plusieurs paramètres. Les mesures actuelles autorisant une constante cosmologique et certains modèles de quintessence, le point no 4 incite à préférer dans l'état actuel des choses une constante cosmologique à la quintessence. Il est par contre possible que des observations ultérieures excluent, ou en tout cas défavorisent, la constante cosmologique au profit de la quintessence. Concernant le point no 5, l'avantage est selon certains chercheurs plutôt en faveur de la quintessence, car il est difficile de justifier la valeur extrêmement petite de la constante cosmologique (voir Problème de la constante cosmologique), alors que les modèles de quintessence apportent une réponse plus satisfaisante à cette situation.

## Liste de modèles cosmologiques et présentation rapide
- Atome primitif
- Big Bang
- Big Crunch
- Big Rip
- Classification de Bianchi
- Cosmologie branaire
- Cosmologie cordiste
- Dimensions supplémentaires
- Espace anti de Sitter
- Espace de Sitter
- Espace de Taub-NUT
- Inflation cosmique
- Modèle ΛCDM
- Modèle cyclique
- Modèle cosmologique bi-métrique
- Modèle OCDM
- Modèle SCDM
- Modèle standard de la cosmologie
- Pré Big Bang
- Théorie de l'état stationnaire
- Univers d'Einstein
- Univers de Friedmann-Lemaître-Robertson-Walker
- Univers de Gödel
- Univers de Milne
- Univers de de Sitter
- Univers ekpyrotique
- Univers en tore bidimensionnel
- Univers fractal
- Univers hésitant
- Univers mixmaster
- Univers phénix

L'univers d'Einstein représente la première solution de la relativité générale appliquée à la cosmologie. Il a été proposé par Albert Einstein en 1917 et décrit un univers statique d'extension finie. Ce modèle a été abandonné dès la découverte de l'expansion de l'Univers dans les années 1920. L'univers de de Sitter a été proposé la même année par Willem de Sitter. Il décrit un univers de courbure spatiale positive, vide de matière ordinaire, mais avec une constante cosmologique positive. Ce modèle a aussi été abandonné pour ce qui est de sa capacité à décrire l'univers actuel, mais est, sous une forme légèrement modifiée, à la base de la description d'une brève époque d'expansion exponentielle de l'univers primordial, celle de l'inflation cosmique.
Le modèle de Friedmann-Lemaître-Robertson-Walker représente un ensemble de modèles découvert principalement par Alexandre Friedmann et Georges Lemaître, décrivant des univers homogènes et isotropes, subissant une phase d'expansion. Ces univers sont plus denses et plus chauds par le passé, ce qui a donné lieu au modèle du Big Bang, initialement appelé atome primitif par Georges Lemaître. Parmi ces modèles deux cas particuliers ont également été exhibés, l'un par Einstein et de Sitter (Espace d'Einstein-de Sitter), et l'autre par Edward Milne (Univers de Milne). Le premier correspond à un modèle à courbure spatiale nulle et sans constante cosmologique, et l'autre correspond à un univers sans constante cosmologique dont l'influence de la matière est négligeable. Parmi les modèles de type Friedmann-Lemaître-Robertson-Walker, certains connaissent une phase de contraction après la phase d'expansion. Le devenir de tels modèles n'est pas connu avec certitude car il est possible que leur description au moment où la densité devient considérable du fait de la phase de contraction devienne impossible avec les théories physiques actuelles. Il a été proposé dès les années 1930 par Arthur Eddington que la phase de contraction soit suivie d'une phase de rebond et une nouvelle phase d'expansion, d'où le nom d'univers phénix. Dans un contexte légèrement différent, certains modèles de Friedmann-Lemaître-Robertson-Walker connaissent une phase d'expansion décélérée, suivie d'une phase quasi stationnaire, qui peut ensuite s'accélérer. La phase quasi stationnaire peut être éventuellement assez longue et être suivie d'une phase de contraction plutôt que d'expansion, d'où le terme d'univers hésitant. Au début des années 1950 a également été considérée la théorie de l'état stationnaire, dans laquelle l'univers est éternel mais en expansion, avec une création continue de matière pour lui assurer une densité moyenne constante. Ce modèle a été abandonné du fait de son incapacité à expliquer le fond diffus cosmologique et son peu de motivations théoriques. Un modèle où la densité de matière serait négligeable et inhomogène, avec une structure fractale (univers fractal) a également été proposé dans les années 1990 par Luca Pietronero, mais fut rapidement abandonné du fait des observations qui contredisent l'hypothèse d'inhomogénéité de la répartition de matière à grande échelle.
Il est aujourd'hui bien établi que l'Univers observable peut être décrit par un modèle de type Friedmann-Lemaître-Robertson-Walker, de courbure nulle et comprenant une constante cosmologique, désormais appelé modèle standard de la cosmologie. Auparavant, plusieurs candidats d'univers de Friedmann-Lemaître-Robertson-Walker étaient considérés comme candidats potentiels pour décrire au mieux notre univers. C'est ainsi que l'on trouve mention des modèles ΛCDM, OCDM et SCDM, décrivant respectivement un univers plat avec constante cosmologique, un univers hyperbolique sans constante cosmologique et un univers plat sans constante cosmologique. Le modèle standard de la cosmologique est de type ΛCDM.
Il existe plusieurs scénarios se proposant de décrire l'univers primordial (bien plus dense et bien plus chaud qu'aujourd'hui). Le plus populaire est celui de l'inflation cosmique, dans lequel l'univers a connu une phase d'expansion considérable mais sa densité est restée quasi constante. Ce modèle résout des problèmes inhérents aux scénarios de type Big Bang (problème de la platitude, de la formation des structures et des monopôles) et est considéré par la grande majorité des cosmologues comme le plus satisfaisant, comparé à ses concurrents comme le pré Big Bang (dans lequel l'Univers connaît une phase de contraction suivie d'un rebond avant la phase actuelle d'expansion), ou les modèles inspirés de la théorie des cordes (encore relativement peu aboutis, exception faite de l'Univers ekpyrotique proposé en 2001 par Neil Turok, Paul Steinhardt, Justin Khoury et Burt Ovrut). Ce type de modèle repose sur l'idée que l'Univers ne possède pas seulement trois dimensions d'espace, mais un nombre plus grand (jusqu'à dix), dans lequel il ne serait qu'une région limitée (appelée « brane »). On parle alors de cosmologie branaire ou de modèle à dimensions supplémentaires, et parfois de cosmologie cordiste quand des effets plus spécifiques à la théorie des cordes sont considérés.
Les univers de Bianchi, de Taub-NUT et de Gödel ne présentent pas d'intérêt pour la cosmologie, mais illustrent des propriétés parfois surprenantes de la relativité générale. Il en est de même de l'espace anti de Sitter, mais celui-ci est abondamment utilisé en théorie des cordes.